# Neanthes egregicirrata
Neanthes egregicirrata är en ringmaskart som först beskrevs av Treadwell 1924.  Neanthes egregicirrata ingår i släktet Neanthes och familjen Nereididae. Inga underarter finns listade i Catalogue of Life.